# U-Bahn-Station Schönbrunn
Schönbrunn is een metrostation in het district Hietzing van de Oostenrijkse hoofdstad Wenen. Het station werd geopend op 1 juni 1898 en wordt bediend door lijn U4. Het station is genoemd naar Schloss Schönbrunn, het voormalige zomerpaleis van de Habsburgers.

## Stadtbahn

### Stoom
In de tweede helft van de 19e eeuw groeide de Weense bevolking fors en werden meerdere kopstations van verschillende spoorwegmaatschappijen geopend. Om het vervoer tussen de buitenwijken en de binnenstad te verbeteren en de kopstations onderling te verbinden werd in 1892 besloten tot de aanleg van de Stadtbahn met vier lijnen waaronder de Wientallinie. Het eerste deel van de Wientallinie werd op 1 juni 1898 geopend tussen Meidling Hauptstraße en Wien Hütteldorf. Onderweg kwamen twee stations bij de zomerresidentie waarvan het oostelijke de naam van het paleis en de afkorting SB kreeg. Het station werd ontworpen door Otto Wagner in opdracht van de Commission für Verkehrsanlagen in Wien en in augustus 1896 opgeleverd. Als uitzondering op de witte gevels van de de stations van Wagner kreeg Schönbrunn dezelfde oker beschildering als het paleis.
Het station staat aan het westelijke uiteinde van een door Wagner geplande, maar nooit aangelegde, boulevard tussen de Karlsplatz en het paleis. Ten tijde van de stoomtractie speelde het station een grote rol in het vervoer van dagjesmensen op zon- en feestdagen tijdens de zomer.

### Elektrisch
In december 1918 werd, in de nasleep van de Eerste Wereldoorlog, de lijn gesloten als gevolg van kolenschaarste. Tussen juni en oktober 1925. werd dit traject geëlektrificeerd en op 4 juni 1925 begon de dienst met elektrische sneltrams bij het station. Op 21 februari 1945 werden de muren van het stationsgebouw, alsmede een trap naar een van de perrons en de wand van de tunnelbak aan de rivierzijde verwoest bij een luchtaanval. De Reichsverteidigungskommissar liet de schade provisorisch herstellen wat op 28 maart 1945 gereed was, al reden de sneltrams tot 30 augustus 1945 zonder te stoppen het station voorbij. De definitieve reparatie vond pas in 1947 plaats en in 1952 en 1953 werden renovatiewerkzaamheden uitgevoerd en de OV-poortjes vernieuwd.

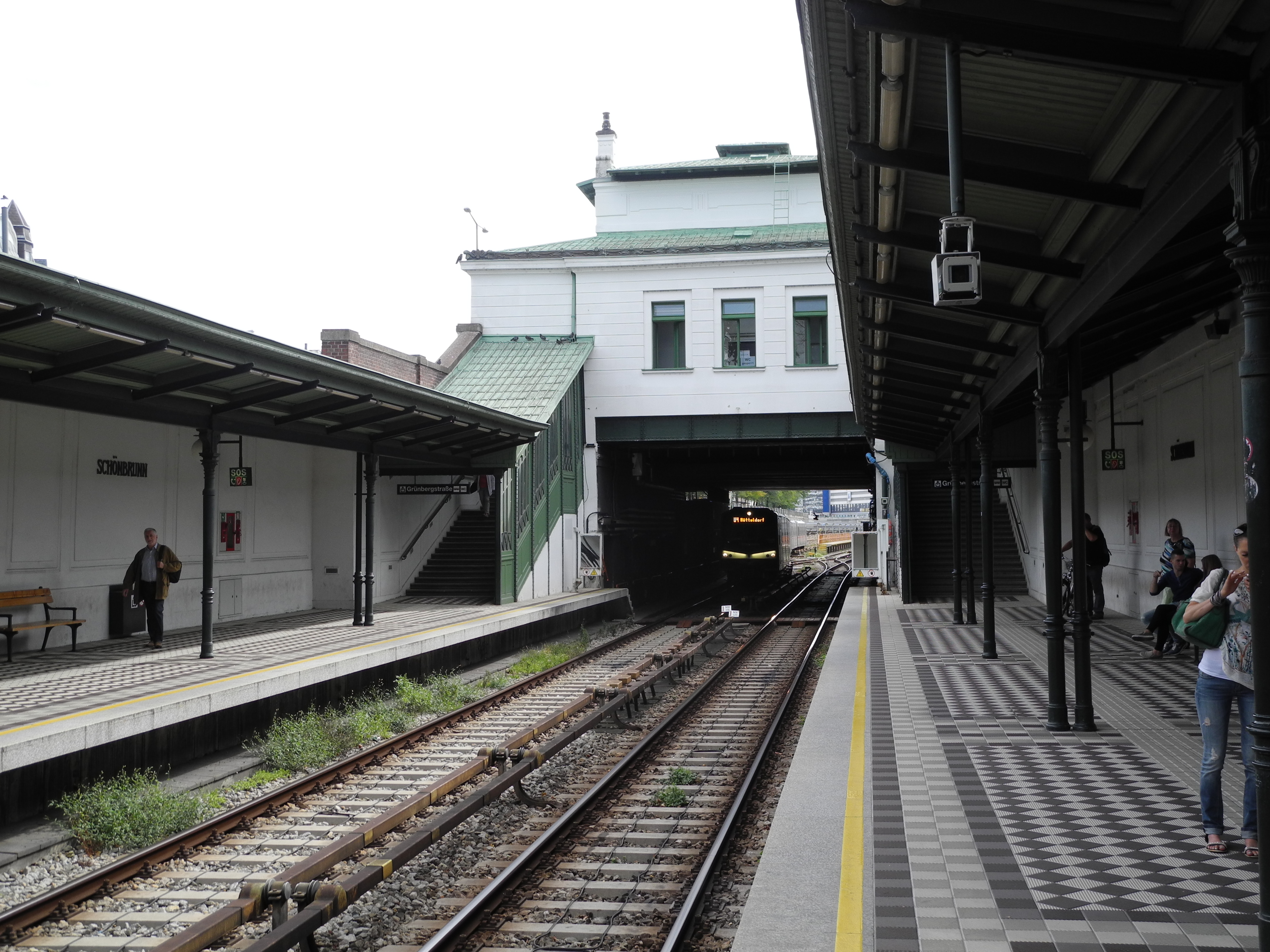
De metro onder het stationsgebouw uit 1896.
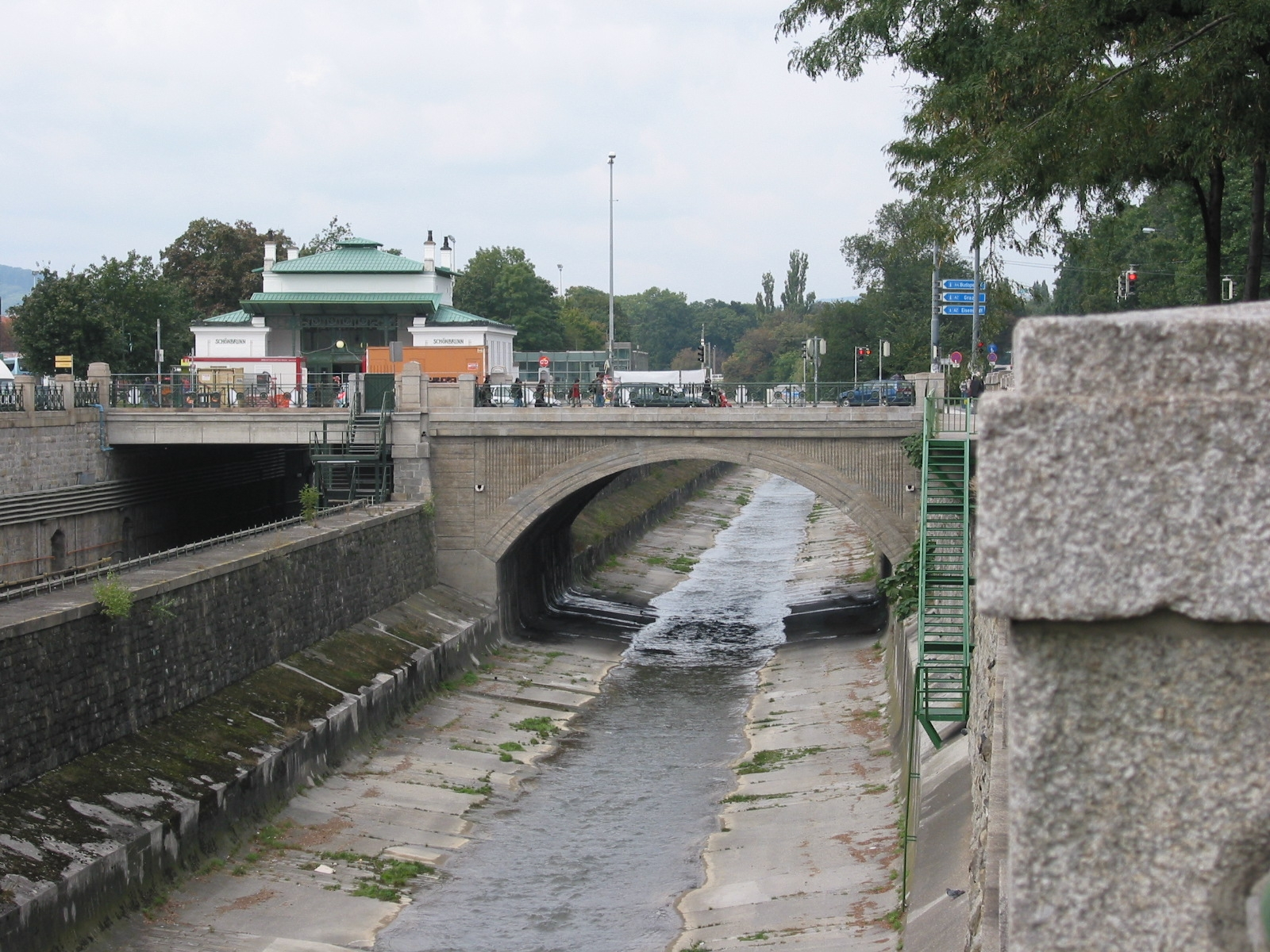
Het stationsgebouw naast de Wien bij de Schönbrunnerbrug

## Metro
Op 26 januari 1968 werd besloten om een metronet aan te leggen waarbij de Wientallinie en de Donaukanallinie zouden worden omgebouwd tot lijn U4. De ombouw tot metro vond plaats tussen 1976 en 1981. Het betekende dat werd omgeschakeld van links- naar rechtsrijdend en er elementen van de Architektengruppe U-bahn in het station werden opgenomen, al is het station grotendeels ongewijzigd ten opzichte van het ontwerp van Wagner. Net als bij Stadtpark werden de perrons 60 centimeter verhoogd waarvoor meerdere beschikkingen van de toezichthouder nodig waren. Hierbij werd de nadruk gelegd op een getrouw herstel van het orgineel, zodoende behielden de perrons hun historische trapeziumvormige daken, de dragende metalen kolommen. Sommige stationsborden en de vloertegels zijn versierd met de Art Nouveau-elementen die typisch zijn voor de Weense Stadtbahn. De perronoverkapping werd echter wel verlengd tot de gehele lengte van het station in plaats van alleen het deel naast de gepleisterde wanden. De okerkleur op het stationsgebouw werd vervangen door wit pleisterwerk.
Op 31 augustus 1981 werd de U4 verlengd van Meidling Hauptstraße naar Hietzing, sindsdien is Schönbrunn een metrostation aan de U4. In het najaar van 2008 werd het station, dat sinds 1934 op de monumentenlijst staat, enkele weken gesloten en volledig gerenoveerd. Hierbij werden onder andere de beschadigde vloertegels vervangen door speciaal geproduceerde replica's.

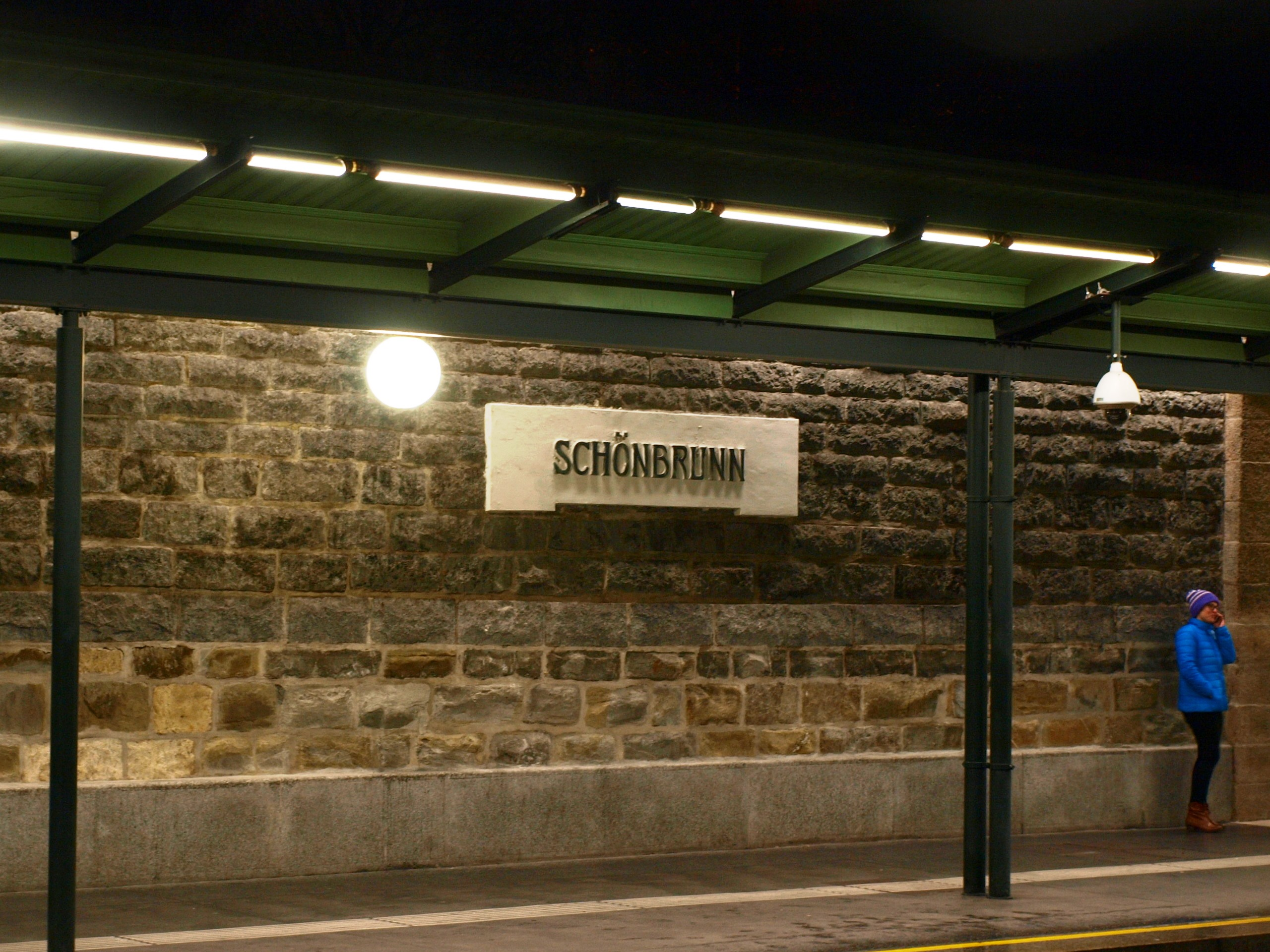
Het stationsbord op de ongepleisterde wand.
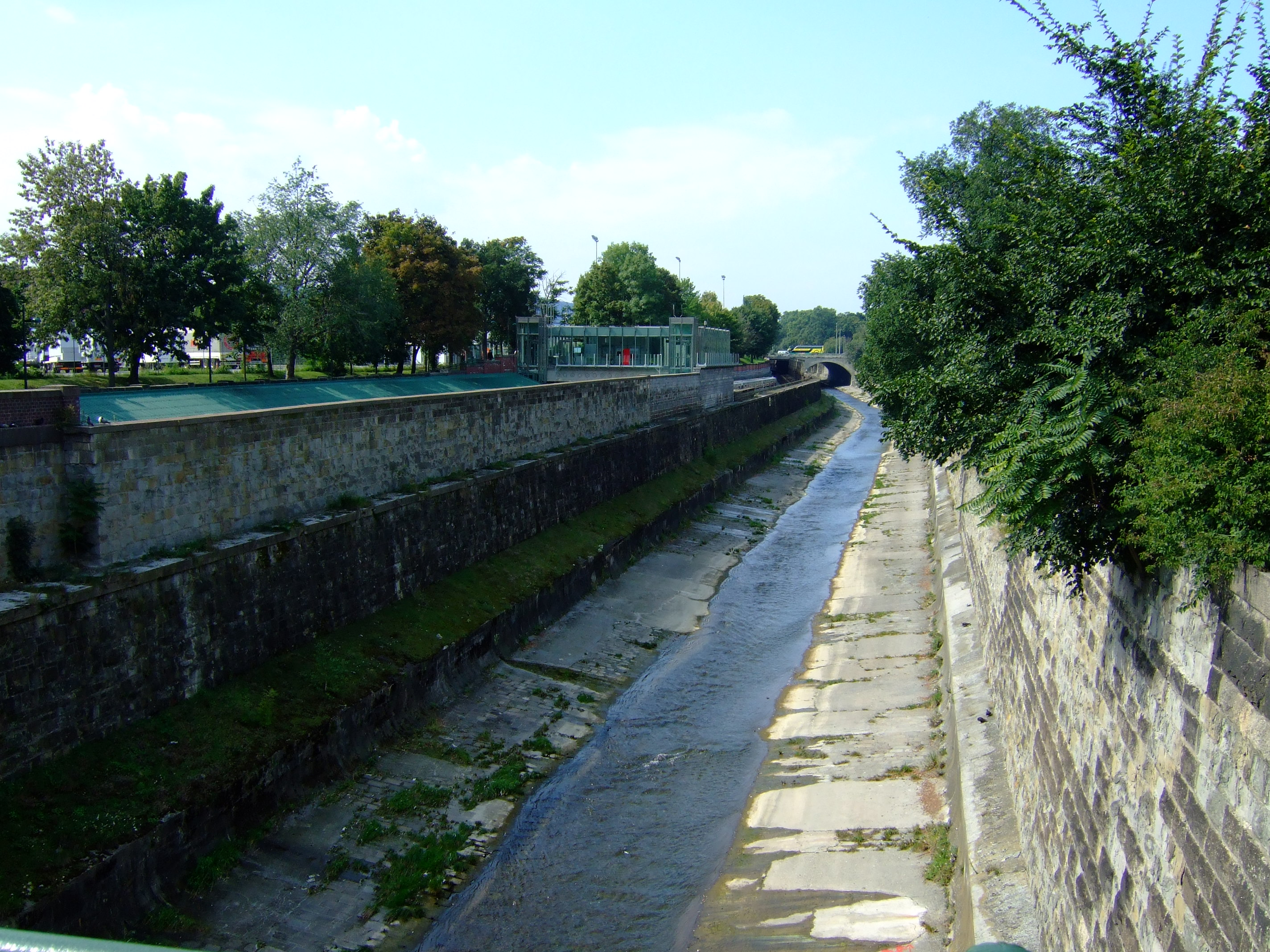
De tunnelbak met de perrons gezien uit het oosten.
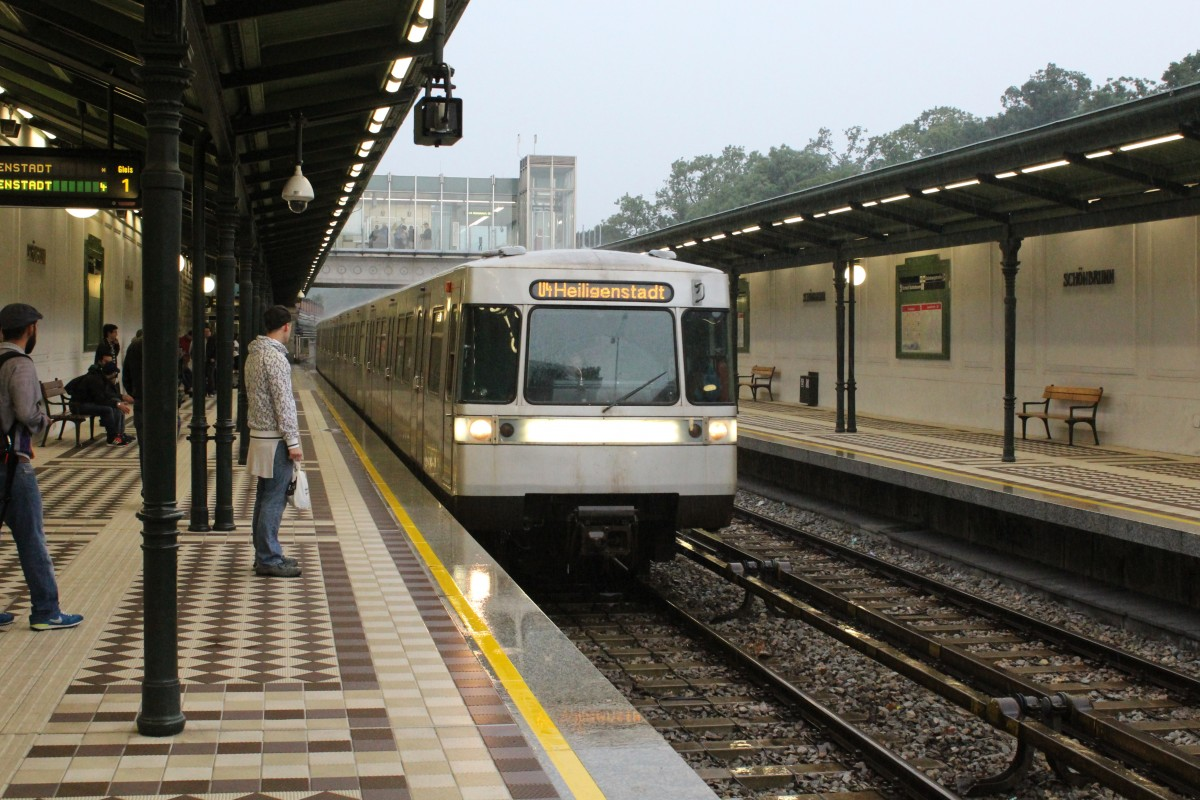
Metrostel type U onder de westelijke toegang.

## Ligging en inrichting
Ondanks de naam staat het grootste deel van het station op het kadastrale minuutplan van Rudolfsheim, de grens met het kadastrale minuutplan van Schönbrunn loopt door het midden van het stationsgebouw. Het station ligt in een tunnelbak naast de Wien, die tegelijk met de bouw van de Stadtbahn werd gekanaliseerd, ten westen van de Schönbrunnbrug.
De perrons zijn aan de oostzijde met vaste trappen verbonden met het stationsgebouw van Wagner aan de Grünbergstraße, in 2000 werd aan de westkant een toegang met liften toegevoegd naast het parkeerterrein van het paleis. Hierom wordt het station vooral gebruikt door toeristen de een bezoek brengen aan de meest bezochte attractie in Oostenrijk.